# 23 Ophiuchi
23 Ophiuchi är en misstänkt variabel (VAR:) i stjärnbilden Ormbäraren.
23 Ophiuchi har visuell magnitud +5,25 och varierar med 0,05 i magnitud utan någon fastställd periodicitet. Den befinner sig på ett avstånd av ungefär 240 ljusår.